# Ҋ
Ҋ (minuskule ҋ) je písmeno cyrilice. Je používáno pouze v kildinské sámštině. Jedná se o variantu písmena Й. Místo písmena Ҋ může být použito písmeno Ј.